# 令狐楚
令狐 楚（れいこ そ、766年 - 837年）は、中国・唐の詩人。字は愨士（かくし）。本貫は敦煌郡效穀県。一族は早くに宜州華原県に移り住んでいたので、華原の人とも言う。令狐徳棻の兄の令狐達の末裔にあたる。子は令狐緒・令狐綯・令狐綸。

## 略歴
貞元7年（791年）の進士。河東節度使の幕僚となって文才を徳宗に認められ、憲宗期には中書舎人から同中書門下平章事（宰相）に至った。穆宗期に朝廷内の派閥争いのため地方に転出、各地の節度使を歴任し、敬宗期に一時復権したが、山南西道節度使に任ぜられて、任地の興元府で没した。